# Roman Verostko
Roman Verostko, né le 12 septembre 1929 à Tarrs (Pennsylvanie) et mort le 1er juin 2024, est un artiste et professeur américain qui crée des images à partir de code informatique, pratique également appelée art algorithmique.
Il a développé son propre logiciel pour générer de l'art original basé sur des idées de forme qu'il avait développées en tant qu'artiste dans les années 1960. Son logiciel permet de contrôler le bras d'une machine appelée traceuse, qui a été conçue principalement pour l'ingénierie et le dessin d'architecture. Dans le codage de son logiciel, Roman Verostko conçoit le bras traceur comme une extension ou une prothèse de son propre bras. Le traceur dessine habituellement avec des stylos à encre mais l'artiste a adapté des pinceaux orientaux au bras de la machine et a écrit des routines interactives pour la réalisation de coups de pinceau avec ses traceurs. En 1995, il co-fonde les Algorists (néologie basée sur le mot algorithme) avec Jean-Pierre Hébert.

## Biographie
Romain Verostko est né à Tarrs en Pennsylvanie, une ville minière à 80 km à l'est de Pittsburgh. Peintre à ses débuts, il a également étudié sous l'habit bénédictin au Séminaire Saint-Vincent de Latrobe de 1952 à 1958, devenant prêtre en 1959. Ses voyages monastiques l'ont amené à des endroits comme New York, Washington et Paris. Après avoir quitté la vie religieuse en 1968, il a continué à expérimenter avec le dessin automatique, ce qui l'a conduit à explorer des méthodes d'écriture de code pour atteindre une certaine forme d'autonomie de l'ordinateur. Cela l'a amené à rediriger toute sa pratique artistique vers l'art algorithmique.
Il a épousé Alice Wagstaff en août 1968. Elle était psychologue et donnait des séminaires au monastère lorsque Verostko l'a rencontrée. Elle est décédée en 2009. Il habitait à Minneapolis dans le Minnesota, où il a enseigné au Minneapolis College of Art and Design (MCAD) de 1968 à 1994, et où il détient le titre de professeur émérite.

### Éducation
Après avoir obtenu son diplôme de l'école secondaire, Roman Verostko a étudié à l'Institut d'art de Pittsburgh, où il a obtenu un diplôme en illustration en 1949. En 1950, il est entré dans le programme scolastique de l'Archi-abbaye Saint-Vincent, qui inclut l'entrée au Collège Saint Vincent. Après avoir pris les vœux monastiques en 1954, reçu un baccalauréat en philosophie en 1955 et quatre ans de théologie au Grand séminaire Saint-Vincent, il est ordonné prêtre en 1959. Pendant qu'il reste un moine attaché à l'archi-abbaye Saint-Vincent, il a poursuivi des études supérieures au début des années 1960 dans d'autres institutions, d'abord dans un programme de maîtrise ès arts à l'Institut Pratt en 1961, puis des études en histoire de l'art à l'université de New York et à l'université Columbia, de 1961 à 1962. Roman Verostko s'est ensuite rendu à Paris, où il a étudié la gravure à l'Atelier 17 de Stanley W. Hayter de 1962 à 1963, pris des cours à l'École du Louvre et visité des sites religieux. Son travail à Paris « a majoritairement recherché une expression visuelle de l'expérience intérieure qui transcenderait l'observation rationnelle ». Pour beaucoup de ces œuvres « automatiques », il a tenu un journal des « états expérimentaux » relatifs à leur exécution. Peut-être sans surprise, Stanley Hayter a travaillé très étroitement avec les surréalistes, développant des méthodes semi-automatiques de génération d'images, leur source étant, croyait-il, l'irrationnel. Hayter est également associé à de nombreux des précurseurs des Algorists, dont Le Corbusier. De nombreux thèmes que Roman Verostko explorera plus tard au cours de sa vie - EXEMPLES - ont émergé au cours de cette période à et autour de Paris.
Il cessa la production de tableaux expressionnistes abstraits et parti en tournée avec un spectacle son-et-lumière innovant qu'il avait créé en se basant sur les Psaumes, tout en contribuant à l'édition de la Nouvelle encyclopédie catholique à Washington, D. C.
Roman Verostko a écrit son premier code dans des cartes perforées au Control Data Institute à la fin des années 1960. À l'été 1970, avec une subvention de la Bush Foundation Fellows afin d'explorer « l'humanisation des nouvelles technologies », il a travaillé avec Gyorgy Kepes du MIT Center for Advanced Visual Studies (CAV). « Mais mon vrai travail de codage a commencé avec les premiers ordinateurs personnels, les Apples que nous avions en ’78 et l'IBM qui est sorti en août 1981 », dit-il.

## Œuvres
En 1982, Roman Verostko a développé un programme interactif qui génère un spectacle de lumière appelé la « Main magique de la chance » (Magic Hand of Chance). Il ne faisait que 32 kb de taille et était écrit en BASIC sur un PC de première génération d'IBM. La « Main magique » était capable de fonctionner pendant des jours sans se répéter. Roman Verostko créa ensuite le logiciel Hodos, un programme intégré de routines qui, à son avis, tentait d'imiter certaines des procédures qu'il avait utilisées dans ses années pré-algoristes. Sa première traceuse, une Houston Instruments DMP-52 avec 14 porte-stylos, a fourni une riche palette d'encres pour ses programmes de dessin. Il a également créé des programmes pour la conduite de brosses orientales adaptées aux bras de la machine. En 1987, il avait intégré des coups de pinceau colorés et expressifs à des grappes de traits de crayons. Des exemples du travail de sa traceuse algorithmique comprennent la série Pathway, les Pearl Park Scriptures, le Diamond Lake Apocalypse et la Manchester Illuminated Universal Turing Machine, produite en l'honneur d'Alan Turing, « père » de l'informatique.
En 1990, Roman Verostko a publié un livre d'artiste en l'honneur de George Boole, en édition limitée. Chaque exemplaire du livre contient un dessin unique à la traceuse multi-stylo dans le frontispice, y compris un coup de pinceau créé à l'aide du même algorithme.
En 2008, Roman Verostko a installé une murale « upside-down » de 11 unités couvrant deux étages à l'intérieur de l'entrée principale du Centre Fred Rogers de la Petite Enfance situé au collège Saint-Vincent à Latrobe (Pennsylvanie). Les images sont des transformations numériques de ses dessins à l'encre et stylet créés pour un Upsidedown Book dans les années 1970. Son Upsidedown Book a été publié et dédié à Fred Rogers le 2 août 2008.

## Prix et distinctions
- 1970 Bush Leadership Fellow[9]
- 1971, 1974 Oustanding Educators of America
- 1993 Prix Ars Electronica, Mention d'honneur
- 1994 Golden Plotter Award, Premier Prix, Gladbeck, Allemagne
- 1995 ARTEC '95, prix de recommandation
- 2009 SIGGRAPH Distinguished Artist Award for Lifetime Achievement: Romain Verostko, Leonardo. Volume 42, numéro 4, août 2009, p. 297. L'autre récipiendaire de la bourse de 2009 était Lynn Hershman Leeson.

## Collections publiques
Son travail est conservé par le Victoria and Albert Museum, le Minneapolis Institute of Arts, le Collège Saint-Vincent, l'université Spalding de Louisville, et le Frey Science and Engineering Center à l'Université de Saint-Thomas, à Saint Paul. Ses dessins ont également été en vedette dans plus de 30 expositions en tournée à Rome, Berlin, Istanbul, Lima, Tokyo et New York.